# Gorg (metrostation)
Gorg (uitspraak: gɔɾk) is een tram- en metrostation in Barcelona. Het station ligt in de buurt Gorg in Badalona, een gemeente in Barcelonès ten noorden van Barcelona.
Het is in 1985 geopend als deel van Lijn 4 maar dat werd in 2002 veranderd in Lijn 2 en dat is tot op heden zo. In 2007 werd het een van de eindstations van Trambesòs route T5 en zal in de toekomst ook het eindpunt van de toekomstige tram lijn 6 en metrolijn L10 worden. Het station ligt onder de Avinguda del Marquès de Mont-Roig en Carrer d'Antoni Bori. Er zijn twee ingangen: een op Avinguda d'Alfons XIII en de andere aan de Carrer de Guifré. De perrons zijn 94 meter lang.

## Lijnen
- TMB metro van Barcelona Lijn 2
- Trambesòs lijn T5